# 吉田善吾
吉田 善吾（よしだ ぜんご、1885年〈明治18年〉2月14日 - 1966年〈昭和41年〉11月14日）は、日本の海軍軍人。海軍大将。海軍大臣、連合艦隊司令長官を歴任した。

## 経歴
佐賀県出身。士族・峰與八の四男。米屋、吉田祐次郎の養子となる。旧制佐賀中学校に進み、「誠友団」と名づけた交友団体に加入。古賀峯一はこの時以来の友人であり、同会には下村湖人もいた。1923年（大正12年）、分家した。
海兵32期を192名中12番で卒業。すでに日露戦争は開戦しており、「韓崎丸」で訓練を受けた後、「春日」艦長（加藤定吉）附として日本海海戦に参戦した。
吉田が選んだ海軍兵科将校としての専門は水雷で、第一水雷戦隊参謀などを務めている。海軍大学校は第一選抜で合格し、塩沢幸一、嶋田繁太郎とは海兵、海大とも同期である。戦艦「金剛」、「陸奥」の各艦長、連合艦隊参謀長、海軍省軍務局長、練習艦隊司令官、第二艦隊司令長官などを歴任。
1937年（昭和12年）12月1日からは連合艦隊司令長官を務めるが、1939年（昭和14年）8月30日に阿部内閣の海軍大臣に就任。米内内閣、第2次近衛内閣でも留任した。1940年（昭和15年）に大将に累進。軍事参議官、支那方面艦隊司令長官、横須賀鎮守府司令長官などを経て、1945年（昭和20年）6月1日に予備役となる。
1946年（昭和21年）公職追放となり、1952年（昭和27年）追放解除された。

### 海軍大臣
吉田は部下の使い方があまり上手ではなかった。同期の山本五十六は、吉田の大臣就任に際し、吉田の将来を危惧し海軍次官留任を申し出たが、山本は連合艦隊司令長官として海上に出ることとなった。しかし後任の住山徳太郎は山本や井上成美のように強力に吉田を補佐できるタイプではなかった。
第2次近衛内閣発足以後、日独伊三国同盟締結に向けた動きが加速し、海相である吉田はその対応に苦慮する事となった。外相松岡洋右は熱心な三国同盟推進派であり、松岡は「アメリカ国民の半数はドイツ系（ゲルマン系）なので、日独同盟を結べばドイツ系アメリカ人が戦争抑止に動き、アメリカとは戦争にならない」と自説を展開。これに説き伏せられた吉田は日独伊三国同盟締結に賛成する。吉田は海軍を代表して同盟論に賛成したものの、内閣の予想に反し米軍は軍備に着手。吉田は心配のあまり強度の神経衰弱にかかった。周囲に辞任を勧められたものの、吉田は自らの辞任が国際関係に悪影響を及ぼすことを避け、職務に励み続けた。しかし、限界を超えた吉田はついに自殺を図り、日独伊三国同盟締結直前、1940年（昭和15年）9月5日に海相を辞任した。後任の海相及川古志郎も前任・吉田が三国同盟に賛成した以上、自身が反対する訳にもいかず、同27日、日独伊三国同盟は締結された。なお在任中吉田は消極的ではあったが、「情勢ノ推移ニ伴フ帝国国策要綱」や｢世界情勢の推移に伴ふ時局処理要綱｣、出師準備の発動を認めている。

## 人物
宗教は仏教。東京在籍で、住所は目黒区柿ノ木坂。

## 家族・親族
吉田家
- 養父・祐次郎[3]
- 妻・恒子[1]、あるいはツネ[2][3]（1893年 - ?、佐賀士族、松永直吉の妹）[3]
- 男・浩（1914年 - ?）[3]
- 二男・清[2]（海軍大尉）
- 長女・光子（1912年 - ?、神奈川、柳下昌男の妻）[1][3]
- 二女・雅子（1916年 - ?、東京、松江一郎の妻）[1]
- 三女・茂子（1918年 - 2010年、宮城、氏家榮一の妻）[1]
- 四女（東京、石川潔の妻、1924年 - ）[1]
- 五女（1926年 - ）[3]

親戚
- 娘婿
  - 石川潔（経済団体連合会初代会長石川一郎の三男、妻は善吾の四女・信子[1]、東北石油社長）
  - 氏家榮一（七十七銀行頭取、氏家清吉の長男、妻は善吾の三女・茂子[1]）
  - 松江一郎（南洋興発社長松江春次の長男、妻は善吾の次女・雅子、陸軍軍人の松江豊寿は伯父）
- 義兄
  - 松永直吉（外交官）
  - 松永次郎（海軍中将）

## 年譜
- 明治18年（1885年） - 佐賀県で生まれる
- 明治37年（1904年）11月14日 - 海軍兵学校卒業（海兵32期）、海軍少尉候補生
- 明治38年（1905年）8月31日 - 海軍少尉に任官
- 明治40年（1907年）9月28日 - 海軍中尉に進級
- 明治42年（1909年）
  - 10月11日 - 海軍大尉に進級
  - 12月1日 - 海軍大学校乙種学生
- 大正2年（1913年）12月1日 - 海軍大学校甲種学生（甲種13期）
- 大正4年（1915年） - 海軍大学校卒業
  - 12月13日 - 海軍少佐に進級
- 大正8年（1919年）12月1日 - 海軍中佐に進級
- 大正12年（1923年）
  - 11月10日 - 任海軍省教育局第二課長
  - 12月1日 - 海軍大佐に進級
- 大正13年（1924年）
  - 3月25日 - 任防護巡洋艦「平戸」艦長
  - 12月1日 - 任舞鶴鎮守府参謀長
- 大正14年（1925年）5月15日 - 任海軍省軍務局第一課長
- 昭和2年（1927年）12月1日 - 任巡洋戦艦「金剛」艦長
- 昭和3年（1928年）12月10日 - 任戦艦「陸奥」艦長
- 昭和4年（1929年）11月30日 - 海軍少将に進級
- 昭和6年（1931年）12月1日 - 任連合艦隊兼第一艦隊参謀長
- 昭和8年（1933年）9月15日 - 任軍務局長
- 昭和9年（1934年）11月15日 - 海軍中将に進級
- 昭和11年（1936年）
  - 2月1日 - 任練習艦隊司令官
  - 12月1日 - 任第二艦隊司令長官
- 昭和12年（1937年）12月1日 - 任連合艦隊司令長官兼第一艦隊司令長官
- 昭和14年（1939年）8月30日 - 阿部内閣で海軍大臣を拝命、日独伊三国同盟・日米戦争に反対する
- 昭和15年（1940年）11月15日 - 海軍大将に進級、任軍事参議官
- 昭和17年（1942年）11月10日 - 任支那方面艦隊司令長官
- 昭和18年（1943年）12月14日 - 任海軍大学校校長
- 昭和19年（1944年）5月3日 - 任横須賀鎮守府司令長官
- 昭和20年（1945年）6月1日 - 予備役編入
- 昭和41年（1966年）11月14日 - 81歳で死去。墓所は多磨霊園

## 栄典
位階
- 1905年（明治38年）10月4日 - 正八位[14]
- 1907年（明治40年）11月30日 - 従七位[15]
- 1909年（明治42年）12月20日 - 正七位[16]
- 1915年（大正4年）1月30日 - 従六位[17]
- 1920年（大正9年）1月20日 - 正六位[18]
- 1924年（大正13年）1月21日 - 従五位[19]
- 1929年（昭和4年）3月15日 - 正五位[20]
- 1934年（昭和9年）4月16日 - 従四位[21]
- 1936年（昭和11年）12月15日 - 正四位[22]
- 1939年（昭和14年）9月1日 - 従三位[23]
- 1942年（昭和17年）9月15日 - 正三位

勲章等
- 1912年（明治45年）5月24日 - 勲五等瑞宝章[24]
- 1915年（大正4年）11月10日 - 大礼記念章（大正）[25]
- 1924年（大正13年）6月30日 - 勲三等瑞宝章[26]
- 1934年（昭和9年）2月7日 - 勲二等瑞宝章[27]
- 1942年（昭和17年）4月13日 - 勲一等旭日大綬章[28]

外国勲章佩用允許
- 1943年（昭和18年）9月16日 - 中華民国：特級同光勲章[29]
- 1944年（昭和19年）6月23日 - 満州帝国：国勢調査紀念章[30]

## 関連作品

### 漫画
- 『昭和天皇物語』（2017年 から小学館『ビッグコミックオリジナル』連載、作画 能條純一：原作 半藤一利「昭和史」、脚本：永福一成、監修：志波秀宇）